# تراث البلدان المنخفضة الشعبي

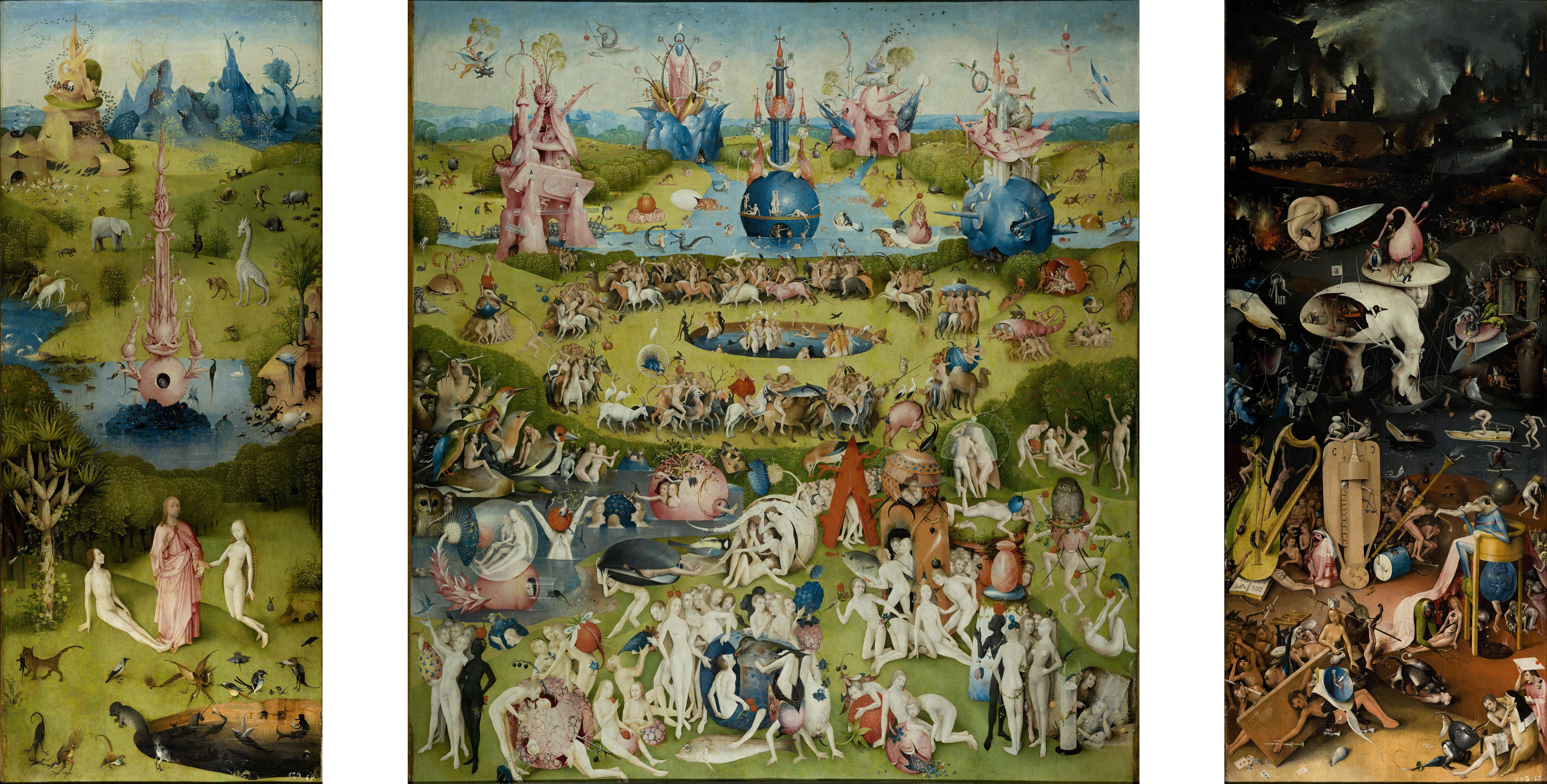

يشمل تراث البلدان المنخفضة الشعبي، الذي يشار إليه عادة باسم التراث الشعبي الهولندي، الملاحم والأساطير والحكايا وتقاليد شعوب كل من بلجيكا وهولندا ولوكسمبورغ. يُكتب هذا التراث الشعبي أو يحكى تقليديًا باللغة الهولندية.

## الأغاني الشعبية
إن موضوع الأغاني الهولندية الشعبية الأقدم (التي تسمى أيضًا بالقصص الشعرية، أو الأغاني المشهورية أو الرومانسيات) قديم جدًا ويمكن أن يعود للحكايات القديمة والأساطير. في الواقع، بعيدًا عن القصص القديمة المضمنة في الأغاني الشعبية الهولندية في القرن الثالث عشر، وبعض الأدلة على الأساطير الكلتية والجرمانية في تسمية أيام الأسبوع والمعالم، لم تُكتب الحكايات الشعبية عن الشعب الهولندي القديم في المؤلفات الأولى لأدبيات القرن الثاني عشر، وبالتالي لا نعرف عنها شيئًا.
واحدة من الحكايا الشعبية القديمة الموجودة على شكل أغنية تدعى «هير هاليوين» (المعروفة أيضا باسم فان هاليوجن وبالإنجليزية أغنية اللورد هاليوجن)، وهي واحدة من أقدم الأغاني الشعبية الهولندية التي وصلت إلينا من القرن الثالث عشر، وهي بمثابة نموذج مبدئي لحكاية اللحية الزرقاء. تحتوي هذه الأغنية على عناصر من الأساطير الجرمانية، وأبرزها في «أغنية سحرية» ضمن أغنية، والتي تُقارن بأغنية لروح المياه الاسكندنافي (سترومكارلين)، وهو روح ماء ذكر كان يغني وبيده الكمان، دافعًا النساء والأطفال إلى الغرق.
من بين الأغاني الفلكلورية الأخرى من هولندا ومن أصول أخرى مختلفة: الطائر الأبيض الثلجي، أنشودة فيفلفور لعيد الميلاد، الآن هذا عيد الفصح المجيد، من سيذهب معي إلى فيرينجن، ما هي الساعة الآن، وفلاح يراه جاره. تشمل الأغاني الشعبية البلجيكية بالهولندية: كلٌّ في أغنية مستقرة متألقة («قم بحبي، انفض هذا الحلم») وفي هولندا يوجد بيت.

## الفولكلور من العصور الوسطى

### في الحكايا الشعبية
اتخذت بعض الأساطير الهولندية ما قبل المسيحية أشكالًا أقل قداسة في الفلكلور الشعبي وحكايا العصور الوسطى، على سبيل المثال، استمرت حكايا كل من ويتي ويفن، والآلف، وكابوتر جامعة بين عناصر الحكايات المسيحية والخيالية. يعتقد أن أسطورة أودين الذي يبحر عبر السماء في رحلة الصيد البري كانت واحدة من القصص التي تم تحويرها إلى القصة المسيحية لسنتر كلاس (سانت نيكولاس) الذي يسافر عبر السماء.
تشدد الحكايا الشعبية الهولندية من العصور الوسطى حول الحكايات عن المدن التي غمرتها المياه والبحر. تحيط الأساطير بالمدن التي ضاعت نتيجة غمرها بفيضانات ملحمية في هولندا: من فيضان سانت إليزابيث عام 1421 تأتي أسطورة «كيندرديك» التي تروي إن طفلا وقطة عثر عليهما يطوفان في مهد بعد غمر المدينة، وكان القطة تحاول منع المهد من الغرق. كان الطفل والقطة هما الناجيان الوحيدان من المدينة. سُميت بلدة «كيندرديك» نسبة للمكان الذي حطّ فيه ذلك المهد.
تروي أسطورة سافتينغي، أنه ذات يوم غمرت المياه المدينة المجيدة ودمرتها مياه البحر بسبب ما يسمى «فيضان كل القديسين» الذي حصل عام 1584، بسبب أسر حورية بحر وسوء معاملتها، وتذكر الأسطورة أن جرس البلدان بقي يقرع. كثيرًا ما تشبه قصة حورية وستنشوين والتي تتمحور أيضًا حول حورية بحر أسيئت معاملتها، ثم تلتها لعنة وفيضان. في بعض أساطير الفيضان، يُذكر أنه لا يزال يمكن سماع أجراس الكنائس أو أجراس الساعة للمدن الغارقة وهي تقرع تحت الماء.
يتضمن الفلكلور البحري أسطورة سينت برانداين، وأيضًا أسطورة سيدة ستافورن عن مدينة ميناء ستافورن المدمرة.
تظهر لوحات بيتر بروخل الأكبر من شمال برابنت العديد من الحكايات الشعبية الأخرى، مثل أسطورة دوللي غريت (ميغ المجنون)، 1562. هيرونيموس بوس هو مصمم ورسام مشهور عالميًا من شمال برابنت. رسم عدة شخصيات أسطورية وضع مكانها إما في الجنة أو الجحيم. من الأمثلة على ذلك: الرجل الشجرة، والآذان بالسكين، والشيطان على الكرسي، وشيطان الجوقة، ووحش البيضة.